# 미스터 숌
미스터 숌(Bhuvan Shome, Mr. Shome)은 인도에서 제작된 므리날 센 감독의 1969년 영화이다. 엇팰 더트 등이 주연으로 출연하였고 므리날 센 등이 제작에 참여하였다.

## 출연

### 주연
- 엇팰 더트
- 수하시니 물레이

### 조연
- 아미타브 밧찬